# Etyek
Etyek é uma vila da Hungria, situada no condado de Fejér. Tem 53,27 km² de área e sua população em 2019 foi estimada em 4.112 habitantes.